# 367 Dywizja Piechoty (III Rzesza)
367 Dywizja Piechoty (niem. 367. Infanterie-Division) – niemiecka dywizja z czasów II wojny światowej, sformowana w rejonie Zagrzebia na mocy rozkazu z 15 listopada 1943 roku, w 21. fali mobilizacyjnej przez VII Okręg Wojskowy. Jednostka ta została zniszczona pod koniec bitwy o Królewiec 8 kwietnia 1945 roku.

## Struktura organizacyjna
- Struktura organizacyjna w listopadzie 1943 roku:

974., 975. i 976. pułk gremadierów, 376. pułk artylerii, 367. batalion pionierów, 367. dywizyjny batalion fizylierów, 367. oddział łączności, 367. polowy batalion zapasowy;
- Struktura organizacyjna w maju 1944 roku:

974., 975. i 976. pułk gremadierów, 376. pułk artylerii, 367. batalion pionierów, 367. dywizyjny batalion fizylierów, 367. kompania przeciwpancerna, 367. oddział łączności, 367. polowy batalion zapasowy;

## Dowódcy dywizji
- Generalmajor Georg Zwade 15 XI 1943 – 10 V 1944;
- Generalmajor Adolf Fischer 10 V 1944 – 1 VIII 1944;
- Generalleutnant Hermann Hähnle 1 VIII 1944 – III 1945;